# Johannes Baptist Lück
Johannes Baptist Lück SCI (* 8. Mai 1909 in Langförden; † 6. Oktober 2000) war Bischof von Aliwal.

## Leben
Johannes Lück gehörte 1923 zu den ersten 23 Schülern, mit denen das Missionshaus Handrup den Unterricht aufnahm. Er wurde am 11. Juli 1937 zum Priester geweiht.
Papst Pius XII. ernannte ihn am 13. März 1947 zum Titularbischof von Attuda und zum Apostolischen Vikar von Aliwal. Der Apostolische Delegat im südlichen Afrika, Martin Lucas SVD, spendete ihm am 15. Mai desselben Jahres die Bischofsweihe; Mitkonsekratoren waren Franz Wolfgang Demont SCI, emeritierter Apostolischer Vikar von Aliwal, und Herman Joseph Meysing OMI, Apostolischer Vikar von Kimberley. Am 11. Januar 1951 ernannte ihn Pius XII. zum Bischof von Aliwal.
Johannes Lück nahm an allen vier Sitzungen des Zweiten Vatikanischen Konzils teil. Von seinem Bischofsamt trat er am 17. Dezember 1973 zurück. Danach wirkte er von 1974 bis 1998 als Seelsorger im Saterland an der ehemaligen Johanniterkapelle St. Antonius in Bokelesch.